# بيبرباخ
بيبرباخ (بالألمانية: Biberbach) هي قرية في منطقة أمستيتين في النمسا السفلى.